# Jack Conger
John "Jack" Conger (Rockville, 26 de setembro de 1994) é um nadador estadunidense, campeão olímpico.

## Carreira

### Rio 2016
Conger competiu nos Jogos Olímpicos de 2016 e conquistou a medalha de ouro no revezamento 4x200 metros livre.